# Uscanoidea parviclavata
Uscanoidea parviclavata is een vliesvleugelig insect uit de familie Trichogrammatidae. De wetenschappelijke naam is voor het eerst geldig gepubliceerd in 1997 door De Santis.